# Parma Calcio 1913
Parma Calcio 1913 (tidligere Parma Football Club) er en fodboldklub fra Parma i Italien. Klubben blev grundlagt i 1913 og spiller sine hjemmekampe på Stadio Ennio Tardini. Holdet spiller pt. i hvide trøjer med sort kors, sorte shorts og hvide sokker, men trøjerne har skiftet udseende flere gange gennem tiden.

## Historie
I de første tre måneder after grundlæggelsen bar klubben navnet Verdi Football Club, som en hyldest til komponisten Giuseppe Verdi i anledning af hundredeåret for hans fødsel. Man valgte farverne gul og blå, det lokale fyrstehus' farver.
I de første omkring firs år af klubbens levetid vekslede den mellem ophold i anden- og tredjebedste række, kun med et enkelt ophold hele nede på fjerde niveau. Det var under dette ophold i serie D, at den oprindelige klub lukkede, og et andet hold fra byen A.C. Parmenense, der også lå i Serie D, overtog våbenskjoldet med korset og den lukkede klubs navn. Overtagelsen er nogle steder omtalt som en fusion. Klubben etablerede sig efterfølgende i toppen af Serie C med et par korte ophold i Serie B.
I midten af 1980'erne begyndte det for alvor at gå fremad for Parma, der fra 1984 blev støttet økonomisk af den lokale mejerikoncern Parmalat. Det var i disse år, at den senere Italienske landstræner Arrigo Sacchi skabte sig sit navn. Sacchi blev træner i Milan , og det blev Nevio Scala, der i 1990 fra trænerbænken bragte klubben i serie for første gang. Pludselig var Parma et tophold, der kæmpede med om mesterskabet, pokaler og europæiske titler. Blandt spillerne, der bragte klubben i Serie A, sås Alessandro Melli, Luigi Apolloni og Marco Osio. Efter oprykningen kom Tomas Brolin og Georges Grün til, og senere i årtiet blev klubben hjemsted for stjerner som Faustino Asprilla, Hernán Crespo, Fabio Cannavaro og det lokale talent Gianluigi Buffon.
Efter en finansskandale, der i 2004 bragte Parmalat til fald, blev klubbens økonomiske situation trængt, og klubben gik fra at være en topklub til blød mellemvare. I 2012 gik det helt galt, da klubben gik fallit, og flere andre italienske topklubber måtte starte forfra i de lavere rækker. Det gik dog hurtigt opad igen, da man med Alessandro Lucarelli som kaptajn og bannerfører sikrede sig tre oprykninger i træk, så man i 2018 atter var tilbage i Serie A.
Parma har vundet Coppa Italia 3 gange, Pokalvindernes Turnering 1 gang og UEFA Cuppen 2 gange. Alle titler faldt i årene 1992-2002. Klubbens bedste placering i Serie A er andenpladsen fra 1996-97 sæsonen.

## Kendte spillere gennem tiden
- Alessandro Melli
- Luigi Apolloni
- Marco Osio
- Tomas Brolin
- Ermes Polli
- Georges Grün
- Faustino Asprilla
- Hernán Crespo
- Ivo Cocconi
- Lilian Thuram
- Fabio Cannavaro
- Gianluigi Buffon
- Bruno Alves
- Luca Bucci
- Antonio Benarrivo
- Hristo Stoitjkov

## Danske spillere
- Andreas Cornelius (2019 - 2021)
- Magnus Troest (2008 - 2009)

## Titler
- Coppa Italia: 1992, 1999 og 2002
- Supercoppa italiana: 1995
- UEFA-cuppen: 1995, 1999
- Pokalvindernes Europacup: 1993
- Europæisk Supercup: 1993